# Distrito 6 (Oviedo)
El Distrito 6 es un distrito urbano de la ciudad de Oviedo, en el Principado de Asturias, España. Está formado por los barrios de Pando-Oviedo, Pontón de Vaqueros, Pumarín y Teatinos. Cuenta con una población de 35.822 habitantes.

## Localización
Según se establece en el Reglamento Orgánico de Gobierno y Administración (ROGA) del Ayuntamiento de Oviedo, aprobado el 16 de febrero de 2023, los límites del Distrito 6 son:
- Calle de Pepe Cosmen

- Calle Jesús Saenz de Miera

- Autopista AS-II

- Calle Aguamiera

- Calle Molinos de Sinicio

- Calle Julio Álvarez "Mendo"

- Carretera de Rubín

- Bulevar de Santullano

- Plaza de la Cruz Roja

- Calle General Elorza

## Demografía
Según las estadísticas del Ayuntamiento de Oviedo correspondientes al padrón municipal, el distrito contaba a fecha 31 de mayo de 2023 con 35.822 habitantes, 1.620 en Pando-Oviedo, 2.952 en Pontón de Vaqueros, 15.945 en Pumarín y 15.305 en Teatinos.
| Barrio             | Población 2022 | Población 2023 | Población 2024 |
| ------------------ | -------------- | -------------- | -------------- |
| Pontón de Vaqueros | 2.920          | 2.957          | 2.982          |
| Pumarín            | 15.808         | 16.011         | 16.157         |
| Teatinos           | 15.085         | 15.385         | 15.653         |

## Historia
El 5 de julio de 2022 el pleno del Ayuntamiento de Oviedo aprobó, con el voto unánime de toda la coporación, que desde el 1 de julio de 2023 el Distrito 3 pasaría a dividirse en dos, permaneciendo los barrios de Guillén-La Fuerza, La Corredoria y La Monxina en dicho distrito y creando el nuevo Distrito 6 al que pasarían a pertenecer los barrios de Pando-Oviedo, Pontón de Vaqueros, Pumarín y Teatinos.

## Transportes públicos
El distrito se encuentra conectado por las líneas urbanas de autobús B, C, D, E, F, M, V y BÚHO de TUA. Además, varias líneas de autobús interurbano de la CTA tiene destino. origen o parada en el distrito, en el que se encuentra la Estación de Autobuses de Oviedo.
La Estación de autobuses de Oviedo cuenta con diferentes destinos regionales, nacionales, internacionales y conexión directa con el aeropuerto de Asturias.
El distrito se encuentra comunicado por ferrocarril encontrándose localizado entre la Estación de Oviedo y la Estación de La Corredoria. 
La Estación de Oviedo cuenta con servicios de cercanías encontrándose en el centro del núcleo de Cercanías Asturias y formado parte de la línea C-1 (Gijón - Puente de los Fierros), la línea C-2 (Oviedo - El Entrego), la línea C-3 (Oviedo -San Juan de Nieva), la línea C-5a (Oviedo - Gijón), la línea C-6 (Oviedo - Infiesto) y la línea C-7 (Oviedo - San Esteban de Pravia).
Cuenta además con servicios regionales formando parte de la línea R24 (Gijón - León) Regional, la línea R-1f (Oviedo - Ferrol) y la línea R-2f (Oviedo - Santander) de Renfe Media Distancia.
La estación dispone de servicios Alvia de larga distancia y alta velocidad con conexión directa a Madrid, Alicante y Castellón, estando previstos próximamente servicios AVE.
La Estación de La Corredoria cuenta con servicios de cercanías formado parte de la línea C-1 (Gijón - Puente de los Fierros), la línea C-3 (Oviedo - San Juan de Nieva), la línea C-5a (Oviedo - Gijón ) y la línea C-6 (Oviedo - Infiesto).